# Руслан Меджитов
Руслан Меджитов — стерлінгський професор імунобіології Єльського університету, член Єльського центру раку та дослідник медичного інституту Говарда Г'юза. Його дослідження зосереджені на аналізі вродженої імунної системи, запальної реакції, вродженого контролю адаптивного імунітету та взаємодії господар-патоген.

## Біографія
Народився в Ташкенті, Узбекистан, отримав ступінь бакалавра наук у Ташкентському державному університеті, захистив докторську дисертацію з біохімії в Московському державному університеті. У 1993 році працював у лабораторії Рассела Дулітла в Каліфорнійському університеті в Сан-Дієго. 1994—1999 рік постдок під керівництвом Чарльза Джейнвея на Медичному факультеті Єльського університету.

## Нагороди та визнання
- 2000: Searle Scholars Award[7]
- 2003: Премія Вільяма Колі[en] за видатне дослідження в загальній імунології та імунології пухлинного росту[8]
- 2004: Senior Scholar Award in Global Infectious Disease, Ellison Medical Foundation,
- 2004: American Association of Immunologists — BD Biosciences Investigator Award
- 2004: Премія Еміля фон Берінга[de] Марбурзького університету
- 2007: Blavatnik Award for Young Scientists[en], Нью-Йоркська академія наук
- 2008: Howard Taylor Ricketts Award[de] Чиказького університету
- 2009: Премія Розенстіла[en][9]
- 2010: член Національної академії наук США[10]
- 2011: Премія Шао з медицини[11][12]
- 2013: Else-Kröner-Fresenius-Preis für medizinische Forschung[de][13],
- 2013: Премія Лур'є з біомедицини[en][14]
- 2013: Премія Вілчека[en][15]
- 2013: Член  Національної медичної академії США[en][16]
- 2016: Іноземний член РАН[17]
- 2019: премія Диксона з медицини[de]